# Poultonella nuecesensis
Poultonella nuecesensis là một loài nhện trong họ Salticidae.
Loài này thuộc chi Poultonella. Poultonella nuecesensis được Cokendolpher & Horner miêu tả năm 1978.